# Collegio uninominale Lazio 1 - 09 (2020)
Il collegio elettorale uninominale Lazio 1 - 09 è un collegio elettorale uninominale della Repubblica Italiana per l'elezione della Camera dei deputati.

## Territorio
Come previsto dalla legge n. 51 del 27 maggio 2019, il collegio è stato definito tramite decreto legislativo all'interno della circoscrizione Lazio 1.
È formato da 63 comuni appartenenti alla Città metropolitana di Roma Capitale: Affile, Agosta, Anticoli Corrado, Arcinazzo Romano, Arsoli, Artena, Bellegra, Camerata Nuova, Canterano, Capranica Prenestina, Carpineto Romano, Casape, Castel Madama, Castel San Pietro Romano, Cave, Cerreto Laziale, Cervara di Roma, Ciciliano, Cineto Romano, Colleferro, Colonna, Fonte Nuova, Gallicano nel Lazio, Gavignano, Genazzano, Gerano, Gorga, Guidonia Montecelio, Jenne, Labico, Licenza, Mandela, Marano Equo, Marcellina, Mentana, Montelanico, Olevano Romano, Palestrina, Percile, Pisoniano, Poli, Riofreddo, Rocca Canterano, Rocca di Cave, Rocca Santo Stefano, Roccagiovine, Roiate, Roviano, Sambuci, San Cesareo, San Gregorio da Sassola, San Polo dei Cavalieri, San Vito Romano, Saracinesco, Segni, Subiaco, Tivoli, Vallepietra, Vallinfreda, Valmontone, Vicovaro, Vivaro Romano e Zagarolo.
Il collegio è parte del collegio plurinominale Lazio 1 - 02.

## Eletti
| Elezione | Elezione | Deputato           | Partito           |
| -------- | -------- | ------------------ | ----------------- |
|          | 2022     | Alessandro Palombi | Fratelli d'Italia |

## Dati elettorali

### XIX legislatura
Come previsto dalla legge elettorale, 147 deputati sono eletti con sistema a maggioranza relativa in altrettanti collegi uninominali a turno unico.
| Candidati                                 | Candidati                    | Voti    | %     | Liste                          | Voti    | %     |
| ----------------------------------------- | ---------------------------- | ------- | ----- | ------------------------------ | ------- | ----- |
|                                           | Alessandro Palombi ✔️ Eletto | 99 317  | 50,72 | Fratelli d'Italia              | 69 657  | 35,58 |
| Lega per Salvini Premier                  | Alessandro Palombi ✔️ Eletto | 99 317  | 50,72 | 15 053                         | 7,69    |       |
| Forza Italia                              | Alessandro Palombi ✔️ Eletto | 99 317  | 50,72 | 13 591                         | 6,94    |       |
| Noi moderati/Lupi - Toti - Brugnaro - UDC | Alessandro Palombi ✔️ Eletto | 99 317  | 50,72 | 1 016                          | 0,52    |       |
|                                           | Marco Vincenzi               | 45 840  | 23,41 | Partito Democratico-IDP        | 35 375  | 18,07 |
| Alleanza Verdi e Sinistra                 | Marco Vincenzi               | 45 840  | 23,41 | 5 215                          | 2,66    |       |
| +Europa                                   | Marco Vincenzi               | 45 840  | 23,41 | 4 090                          | 2,09    |       |
| Impegno Civico - Centro Democratico       | Marco Vincenzi               | 45 840  | 23,41 | 1 160                          | 0,59    |       |
|                                           | Viviana Carbonara            | 31 293  | 15,98 | Movimento 5 Stelle             | 31 293  | 15,98 |
|                                           | Giovanna Marchese            | 9 806   | 5,01  | Azione - Italia Viva - Calenda | 9 806   | 5,01  |
|                                           | Gianni Golia                 | 3 230   | 1,65  | Italexit                       | 3 230   | 1,65  |
|                                           | Roberto Penna                | 2 699   | 1,38  | Unione Popolare                | 2 699   | 1,38  |
|                                           | Matteo Di Cocco              | 2 407   | 1,23  | Italia Sovrana e Popolare      | 2 407   | 1,23  |
|                                           | Nemesio Rinaldi              | 944     | 0,48  | Vita                           | 944     | 0,48  |
|                                           | Concetta Santonastaso        | 261     | 0,13  | Partito della Follia Creativa  | 261     | 0,13  |
| Totale                                    | Totale                       | 195 797 | 100   |                                | 195 797 | 100   |
|                                           |                              |         |       |                                |         |       |
| Schede bianche                            | Schede bianche               | 2 287   | 1,13  |                                |         |       |
| Schede nulle                              | Schede nulle                 | 5 012   | 2,47  |                                |         |       |
| Votanti                                   | Votanti                      | 203 096 | 63,85 |                                |         |       |
| Elettori                                  | Elettori                     | 318 076 |       |                                |         |       |